# Burgstall Gunzendorf
Der Burgstall Gunzendorf ist eine abgegangene mittelalterliche Burg ca. 700 Meter westlich des Ortsteils Gunzendorf der Stadt Auerbach in der Oberpfalz im Landkreis Amberg-Sulzbach. Er ist ein Bodendenkmal mit der Aktennummer D-3-6235-0003 und als mittelalterlicher Burgstall in die Bayerische Denkmalliste eingetragen.

## Lage

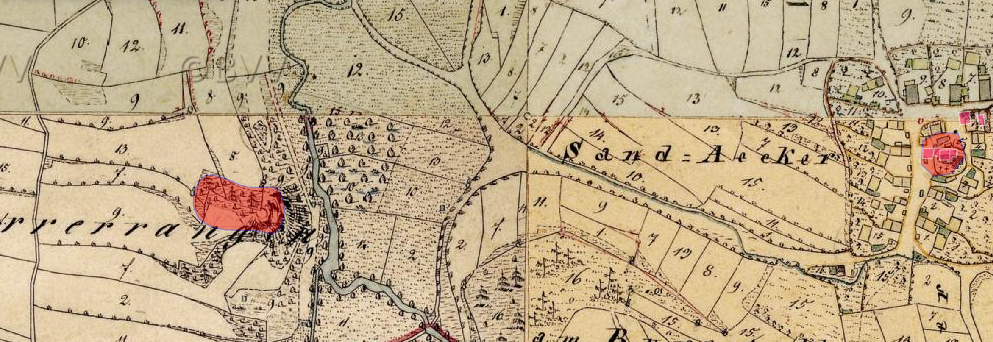
Burgstall Gunzendorf (links) auf dem Urkataster von Bayern, Flurstück Pfarreranger

Der kleine Burgstall, heute in einem kleinen Waldstück liegend, ist noch als kleine Geländeerhebung auf einer Felsengruppe wenige Meter westlich des sich mehrfach verzweigenden mänderartigen Goldbrunnenbachs, der östlich in Nord-Süd-Richtung am Burgstall vorbeiführt, erkennbar. Nordöstlich davon verläuft heute die Straße von Gunzendorf zum Steinbruch Wallner.

## Baulichkeit

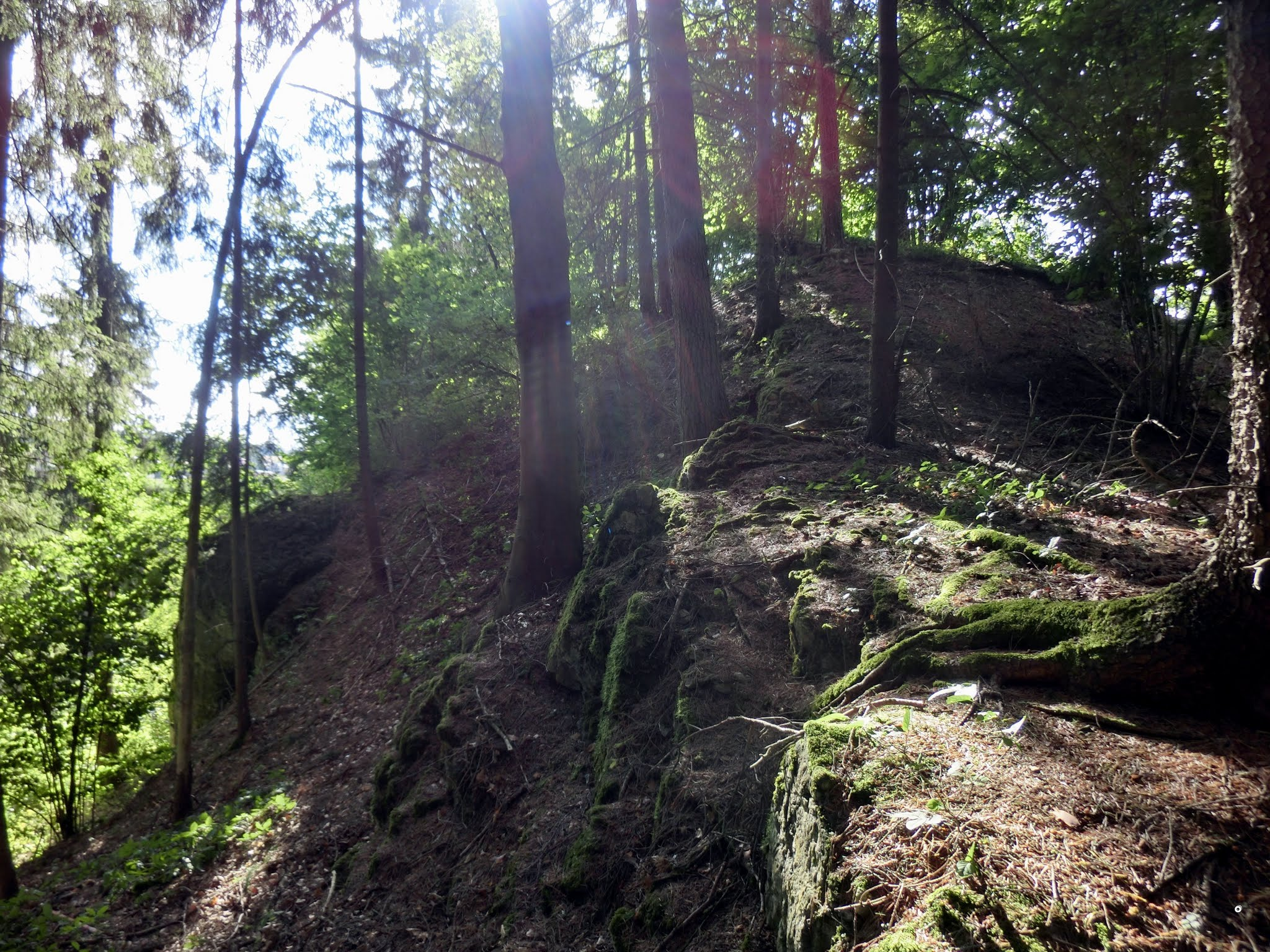
Die Burgkuppe

Der Bau scheint gänzlich abgegangen zu sein. Auf dem Urkataster von Bayern ist er in der Flur Pfarreranger eingetragen, daneben liegt das Flurstück mit der Bezeichnung am Burgstall. Der Burgstall kann von seiner Lage her als Spornburg angesprochen werden.